# Amt Adelsheim
Das Amt Adelsheim war eine während der napoleonischen Zeit von 1810 bis 1813 bestehende Verwaltungseinheit im Norden des Großherzogtums Baden.

## Geschichte
Zum Ende des Heiligen Römischen Reiches hatte das im Bauland gelegene Adelsheim unter der Herrschaft der ritterschaftlichen Familie gleichen Namens gestanden. In Umsetzung der Rheinbundakte 1806 wurde sie mediatisiert, die Stadt geriet so unter badische Landeshoheit. Im Sommer 1807 wurde sie zunächst dem neu geschaffenen Oberamt des Odenwaldes zugeteilt. Bereits im Dezember desselben Jahres wurde es für aufgelöst erklärt, Adelsheim, mit den dazu gerechneten Hergenstadt und Wemersbacher Hof, wurde als grundherrschaftlicher Ort direkt der Landvogtei Mosbach unterstellt.
1810 wurden die Landvogteien abgeschafft. Adelsheim bildete nun mit Bödigheim, Eberstadt, Groß- und Kleineicholzheim, Heidersbach, Hüngheim, Neuenstetten, Sennfeld, Sindolsheim (mit der Schlossburg), Tollnaishof, Volkshausen, Waldhausen und Widdern ein gemeinsames Amt. Im Rahmen der Verwaltungsgliederung Badens zählte es zum Main- und Tauberkreis. Im Sommer 1813 wurde das Amt Adelsheim aufgelöst. Groß- und Kleineicholzheim sowie Heidersbach kamen zum Stadt- und Ersten Landamt Mosbach, die übrigen Ortschaften zum Bezirksamt Osterburken.

## Weitere Entwicklung
1828 wurde der Sitz des Bezirksamtes Osterburken nach Adelsheim verlegt, zugleich wurde es in Bezirksamt Adelsheim umbenannt. Bei mehreren Verwaltungsreformen gelangte das Gebiet des ursprünglichen Amtes über das Bezirksamt Buchen zum Landkreis Buchen. Seit 1973 zählen Adelsheim und die meisten der Orte zum Neckar-Odenwald-Kreis, andere zum Main-Tauber-Kreis, das ganz im Süden gelegene Widdern zum Landkreis Heilbronn.